# Nesobasis campioni
Nesobasis campioni är en trollsländeart som beskrevs av Tillyard 1924. Nesobasis campioni ingår i släktet Nesobasis och familjen dammflicksländor. Inga underarter finns listade i Catalogue of Life.